# Rio Pardo
Río Pardo es un municipio brasileño del estado de Río Grande del Sur.
Se encuentra ubicado a una latitud de 29º59'23" Sur y una longitud de 52º22'41" Oeste (29°59′23″S 52°22′41″O / -29.98972, -52.37806), a una altitud de 47 metros sobre el nivel del mar.
Su población estimada para el año 2004 era de 37 935 habitantes. Ocupa una superficie de 2187,5 km².